# Pies descalzos
Pies descalzos é o terceiro álbum de estúdio e o primeiro lançado mundialmente pela artista musical colombiana Shakira. Inicialmente, foi distribuído no mercado em 6 de outubro de 1995, apenas na Colômbia. Meses depois foi lançado internacionalmente pelas companhias discográficas Sony Music e Columbia Records. Após um período de afastamento da área da música, Shakira começou a gravar canções em fevereiro de 1995 com a assistência do produtor Luis Fernando Ochoa. Ambos se conheceram quando trabalharam em "¿Dónde estás corazón?", décima faixa do alinhamento do disco. O lançamento ocorreu em diferentes formatos físicos durante a década de 1990, incluindo a versão brasileira com vários temas gravados em português. De acordo com a cantora, Pies descalzos surgiu "da necessidade" de expressar seu inconformismo. Musicalmente, Pies descalzos incorpora o pop latino combinado com rock alternativo e reggae. Seu conteúdo lírico é baseado em temas como o amor, comportamento social e o aborto.
Em retrospecto, Pies descalzos recebeu revisões geralmente favoráveis dos críticos musicais, os quais o contemplaram como uma ótima estreia. Comercialmente, foi o registro de avanço da cantora, a qual estabeleceu notabilidade em toda a América Latina. Nas paradas musicais, conseguiu um pico na quarta, terceira e 34ª posição em três tabelas compliadas pela Billboard, sendo elas Top Latin Albums, Top Latin Pop Albums e Top Heatseekers Albums, respectivamente. Na Alemanha, conseguiu como melhor colocação a 71ª posição. Adicionalmente, foi certificado platina em vários países, como no Brasil, México, Estados Unidos e Venezuela, e diamante na Colômbia. Mundialmente, o disco vendeu mais de cinco milhões de cópias — sendo 800 mil delas somente no Brasil.
Seis singles foram lançados, todos os quais conseguiram sucesso comercial nos Estados Unidos. Seu primeiro single, "Estoy aquí", conseguiu a vice-liderança na tabela musical Billboard Latin Songs, e foi sua primeira música promovida com um vídeo musical. Todos os outros singles emitidos, "¿Dónde estás corazón?", "Pies descalzos, sueños blancos", "Un poco de amor", "Antología", e "Se quiere, se mata" tiveram um pico nas vinte melhores posições da mesma tabela. Posteriormente, foi promovido através da Tour Pies Descalzos, que visitou a América do Norte, América do Sul e Europa ao longo de 1996 e 1997.

## Antecedentes
Com ajuda da família e seu pai William Mebarak Chadid, bem-sucedido comerciante de joias, em 1990, aos 13 anos de idade, Shakira assina contrato com a gravadora  Sony Music. Seu primeiro álbum de estúdio Magia foi lançado em 1991, onde muitas das canções foi composta pela mesma aos oito anos de idade. Comercialmente, o projeto fracassou, vendendo apenas 1,200 exemplares em seu país natal, Colômbia. Seu segundo álbum, Peligro, foi lançado em 1993 e acabou seguindo os passos do seu antecessor. Consequentemente, Shakira tomou um hiato de dois anos, permitindo que ela completasse seu ensino médio. Olhando para reviver sua carreira, Shakira decidiu fazer um álbum de estúdio, Pies Descalzos, que foi produzido em um orçamento de $100.000, uma vez que se esperava que fossem vendidas apenas 100.000 cópias.

## Composição
O álbum se concentra principalmente nos pop latino, embora experimente, também, estilos de pop rock. Assumindo uma posição proeminente em sua produção, Shakira co-escreveu e co-produziu cada uma das onze faixas incluídas no álbum. O álbum se inicia com "Estoy Aquí", onde podemos ver o proeminente uso da instrumentação de guitarra. Liricamente, ele discute uma vontade de corrigir um relacionamento que não deu certo. Na balada pop "Antología" nota-se uma apreciação do conhecimento que um amante compartilhou. "Un Poco de Amor" afirma que Shakira está esperando encontrar alguém que a ame; esta foi a sua primeira faixa que inclui frases em inglês, realizadas por Howard Glasford, o qual não foi credenciado, a canção possui elementos da música reggae.
A canção "Quiero" orientada por guitarra explica a felicidade de Shakira ao retorno de um amante.. Da mesma forma, o meio-tempo "Te Necesito" e o bem sucedido "Vuelve" descrevem seu anseio por um parceiro romântico para voltar a entrar em sua vida.. "Te Espero Sentada" expressa o desejo de um parceiro romântico estar ciente da tristeza que sua ausência traz para Shakira.. "Pies Descalzos, Sueños Blancos" sugere que uma pessoa é  mais feliz ao viver um estilo de vida despreocupado,. enquanto "Pienso en Ti" Shakira pensa mais sobre um amante à medida que os tempos progridem.. A penúltima faixa "¿Dónde Estás Corazón?" faz uma pergunta para que o namorado dela volte para ela.. O álbum fecha com a sua décima primeira faixa "Se Quiere, Se Mata", que conta a história dos expectantes pais Braulio e Dana, e se ouve o uso de uma gaita durante seu coro.

## Singles
"Estoy Aquí" foi servido como carro chefe de Pies Descalzos em 1995.[carece de fontes?] Foi encontrado com críticas positivas dos críticos de música, que o reconheceu como uma faixa de destaque do álbum. Além disso, tornou-se a primeira gravação de Shakira a alcançar o sucesso comercial. A música atingiu o pico de números 1 e 2 nas paradas da Billboard Latin Pop Songs e Latin Songs. "Estoy aqui" tornou-se a primeira faixa de Shakira a receber um videoclipe de acompanhamento e foi dirigido por Simon Brand. A configuração representa um celeiro durante o outono e o inverno, e mostra uma Shakira de cabelos negros interpretando a música com sua guitarra.
"¿Dónde estás corazón?" Foi originalmente apresentado no álbum de compilação colombiano Nuestro Rock. Depois de alcançar o sucesso no disco, foi lançado mais tarde como o segundo single de Pies Descalzos e também foi abraçado como um destaque do disco. A faixa alcançou os números 3 e 5 nas listas Billboard Latin Pop Songs e Latin Songs, respectivamente. O seu videoclipe foi dirigido por Gustavo Garzón e mostra várias cenas de Shakira com fotografias, sentada numa cadeira vermelha e cantando na chuva.
"Pies descalzos, sueños blancos" foi servido como o terceiro single do álbum e foi elogiado por sua melodia e composição. Em comparação com os singles anteriores, a faixa se tornou ligeiramente inferior ao alcançar o número 11 na parada da Billboard Latin Pop Songs. O seu videoclipe acompanhado foi dirigido por Garzón e filmou Shakira cantando enquanto participava de uma festa de mascara de classe alta. "Un Poco de Amor" tornou-se o quarto single do projeto, e foi apreciado por suas influências proeminentes do reggae. Alcançou o número 11 nas paradas da Billboard Latin Songs e Latin Pop Songs charts. O videoclipe foi dirigido por Garzón e descreve Shakira dançando com o vocalista convidado não creditado Howard Glasford, além de membros de vários grupos étnicos.
O quinto single "Antología" alcançou os números 3 e 15 nas paradas da Latin Pop Songs e Latin Songs, respectivamente. A faixa não recebeu um videoclipe formal, embora uma performance na Holanda durante a Oral Fixation Tour tenha sido oficialmente lançada no YouTube em 2007.
O sexto e último single "Se quiere, se mata" alcançou os números 1 e 8 nos charts Latin Pop Songs e Latin Songs, respectivamente. O seu videoclipe foi dirigido por Juan Carlos Martin; Conta a história de Braulio e Dana, que sucumbem aos seus desejos sexuais, resultando na gravidez de Dana. Conclui que Dana decidi que vai abortar o feto. Para promover ainda mais Pies Descalzos, Shakira embarcou na Tour Pies Descalzos durante 1996 e 1997. Com a turnê, ela visitou dez países e realizou 21 exibições em dois continentes.

## Recepção da crítica
| Críticas profissionais            | Críticas profissionais |
| Avaliações da crítica             | Avaliações da crítica  |
| Fonte                             | Avaliação              |
| --------------------------------- | ---------------------- |
| About.com                         | [ 24 ]                 |
| Allmusic                          | [ 23 ]                 |
| Billboard                         | (favorable)            |
| The New Rolling Stone Album Guide | [ 37 ]                 |

Em um revisão, Pies Descalzos recebeu críticas e sua maioria favoráveis dos críticos de música, que o elogiaram como uma forte exibição de estréia. Carlos Quintana da About.com, apreciou a "combinação de estilos de Shakira, letras bem pensadas e o arranjos das música", e colocou-a entre seus mais fortes corpos de trabalho. Jose F. Promis do Allmusic, opinou que o disco de "baladas equilibradas e sinceras com pegajoso, jangly pop/rock" e uma "estréia sólida". Um revisor da Billboard, forneceu uma revisão positiva, opinando que o registro "[traz] paixão, convicção e honestidade". No Billboard Latin Music Awards de 1997, o álbum recebeu dois prêmios de "Álbum Pop do Ano por uma Artista Feminina" e "Álbum Pop do Ano por uma Nova Artista". Também foi nomeado no 9º Lo Nuestro Awards em 1997, para "Álbum Pop do Ano", mas perdeu para o álbum de Enrique Iglesias, Vivir. A própria Shakira recebeu os Prémios Lo Nuestro de "Artista Pop Feminina do Ano" e "Artista Revelação Pop do Ano". Em 2015, A Billboard listou Pies Descalzos, como um dos álbuns latinos essenciais do ano passado 50, afirmando que "Finalmente, o rock latino encontrou sua musa".

## Performance comercial
Comercialmente  o projeto fez com que Shakira quebrasse recordes, com o qual a estabeleceu notoriedade em toda a América Latina. Na Argentina, o álbum conseguiu certificado de platina dupla ao atingir 120,000 cópias vendidas. Em sua terra natal, Colômbia, o álbum recebeu a certificação de "diamante de prisma" pela gravadora pela venda de mais de um milhão de unidades.  O mesmo também foi certificado como platina no Equador, Venezuela, Peru, Chile, México e América Central.
No restante do mundo, o Píes Descalzos atingiu a 71° posição na German Albums Chart, parada de álbuns da Alemanha.. Nos Estados Unidos, o álbum não entrou na parada principal, Billboard 200. Contudo, atingiu posição de número 34 na Billboard Heatseekers Albums e as posições 3 e 5 na Latin Pop Albums e Latin Albums Charts, respectivamente. Posteriormente, foi certificado como platina pela Recording Industry Association of America (RIAA) pelas vendas de um milhão de cópias. Em 2008, Pies Descalzos vendeu mais de cinco milhões de cópias.. Desde October 2017 Em outubro de 2017, vendeu 580.000 cópias nos Estados Unidos, tornando-se o 23º álbum latino mais vendido no país, de acordo com a Nielsen SoundScan. Na América Latina o álbum vendeu mais de 2 milhões de cópias.

## Lista de faixas
Créditos adaptados do encarte de Pies Descalzos.

Todas as faixas escritas e compostas por Shakira e Luis Fernando Ochoa. 
| N.º            | Título                           | Duração |  |
| 1.             | "Estoy Aquí"                     | 3:52    |  |
| 2.             | "Antología"                      | 4:14    |  |
| 3.             | "Un Poco de Amor"                | 4:01    |  |
| 4.             | "Quiero"                         | 4:10    |  |
| 5.             | "Te Necesito"                    | 4:00    |  |
| 6.             | "Vuelve"                         | 3:53    |  |
| 7.             | "Te Espero Sentada"              | 3:24    |  |
| 8.             | "Pies Descalzos, Sueños Blancos" | 3:25    |  |
| 9.             | "Pienso en Ti"                   | 2:25    |  |
| 10.            | "¿Dónde Estás Corazón?"          | 3:51    |  |
| 11.            | "Se Quiere, Se Mata"             | 3:38    |  |
| Duração total: | Duração total:                   | 41:06   |  |

| Faixas bônus da versão japonesa |                                     |         |  |
| N.º                             | Título                              | Duração |  |
| 12.                             | "Estoy Aquí" (The Love & House Mix) | 8:31    |  |
| 13.                             | "Estoy Aquí" (Radio edit)           | 4:40    |  |

| Faixas bônus da versão brasileira[carece de fontes?] |                                          |         |  |
| N.º                                                  | Título                                   | Duração |  |
| 12.                                                  | "Estou Aqui" (versão em português)       | 3:51    |  |
| 13.                                                  | "Um Pouco de Amor" (versão em português) | 4:00    |  |
| 14.                                                  | "Pés Descalços" (versão em português)    | 3:25    |  |
| 15.                                                  | "Estoy Aquí" (Radio edit)                | 4:40    |  |
| 16.                                                  | "¿Dónde Estás Corazón?" (Remix)          | 3:51    |  |

## Créditos
Créditos adaptados do AllMusic
| - Shakira – produtora, vocais - Luis Fernando Ochoa – produtor, vocais de apóio, guitarra, teclado, gaita, Percussão - Alvaro Farfan – diretor - Victor Di Persia – Gravação e engenheiro de mixagem - Camillo Montilla – engenheiro, piano - Sonido Azulado – engenheiro - Luly Deya – engenheiro assistente - José Martínez – engenheiro assistente - Freddi Niño – engenheiro assistente - Juan Antonio Castillo – mixagem - Michael Fuller – Masterização - Sergio Solano – guitarra | - Italo Lamboglia – bateria - Gonzo Vasquez – Programação, bateria, percussão, vocais de apoio - Jose Gaviria – vocais de apoio - Andrea Piñeros – vocais de apoio - Jose Garcia – baixo - Alejandro Gomez – gaita - Eusebio Valderrama – trompete - Samuel Torres – percussão - Felipe Dothe – design - Javier Hincapie – design - Patricia Bonilla – fotografia - Miguel Angel Velandia – fotografia |  |

## Recepção comercial
Comercialmente, o projeto tornou-se o disco da Shakira, com o qual ela estabeleceu notabilidade em toda a América Latina. Na Argentina, obteve a certificação de dupla platina pela Cámara Argentina de Productores de Fonogramas y Videogramas (CAPIF), depois de vender mais de 120 mil cópias. Em sua terra de origem a Colômbia, Pies Descalzos recebeu o "Prisma de Diamante" por sua gravadora, reconhecendo as vendas de um milhão de unidades. O disco foi certificado de platina no Brasil, o que na época era equivalente a vendas superiores a 250 mil cópias, tornando-se um dos álbuns internacionais mais vendidos do país. Foi adicionalmente certificado de platina no Chile. No Equador, Pies Descalzos, vendeu mais de 15,000 réplicas ganhando uma certificação de platina.
No Peru, o material obteve a certificação da platina, depois de vender mais de 10 mil cópias vendidas. Também recebeu reconhecimento de platina na Venezuela. Na Alemanha, Pies Descalzos alcançou o número 71 na lista de álbuns alemã monitorada pela Media Control Charts. Nos Estados Unidos, não conseguiu entrar no Billboard 200. No entanto, alcançou o número 34 na tabela de álbuns Heatseekers e adicionalmente, atingiu o pico no números 3 e 5 na parada de álbuns pop latinos e álbuns latinos, respectivamente. Mais tarde foi certificado de platina pela Recording Industry Association of America (RIAA), pelas vendas de um milhão de cópias em todo o país. Até outubro de 2017, o material já havia vendido 580 mil cópias nos Estados Unidos, tornando-se o 23º álbum latino mais vendido no país de acordo com a Nielsen SoundScan. Até  2008, Pies Descalzos já havia vendido mais de cinco milhões de unidades em todo o mundo.

### Tabelas semanais
| Tabela musical (1996–97)                | - Melhor - posição |
| --------------------------------------- | ------------------ |
| Alemanha (Media Control Charts)         | 71                 |
| Estados Unidos (Top Heatseekers Albums) | 34                 |
| Estados Unidos (Top Latin Albums)       | 5                  |
| Estados Unidos (Top Latin Pop Albums)   | 3                  |

| Tabela musical (1996)                 | Posição |
| ------------------------------------- | ------- |
| Estados Unidos (Top Latin Albums)     | 12      |
| Estados Unidos (Top Latin Pop Albums) | 9       |

| Região                                                                                             | Certificação | Vendas    |
| -------------------------------------------------------------------------------------------------- | ------------ | --------- |
| Argentina (CAPIF)                                                                                  | 2× Platina   | 120,000^  |
| Brasil (Pro-Música Brasil)                                                                         | Platina      | 800,000   |
| Chile (IFPI Chile)                                                                                 | Platina      | 20,000^   |
| Colômbia (ASINCOL)                                                                                 | Diamante     | 1,000,000 |
| Equador (IFPI)                                                                                     | Platina      | 15,000x   |
| Espanha (PROMUSICAE)                                                                               | Ouro         | 50,000^   |
| Estados Unidos (RIAA)                                                                              | Platina      | 500,000   |
| México (AMPROFON)                                                                                  | Platina      | 250,000^  |
| Peru (IFPI Peru)                                                                                   | Platina      | 10,000x   |
| Venezuela (APFV)                                                                                   | Platina      | 69,846    |
| Resumo                                                                                             |              |           |
| América Central (IFPI)                                                                             | Platina      | 20,000x   |
| *números de vendas baseados somente na certificação ^distribuições baseadas apenas na certificação |              |           |